# (412) Elisabetha
(412) Elisabetha ist ein Asteroid des mittleren Hauptgürtels, der am 7. Januar 1896 vom deutschen Astronomen Max Wolf an seiner Privatsternwarte in Heidelberg bei einer Helligkeit von 11 mag entdeckt wurde.
Der Asteroid wurde wahrscheinlich benannt nach Elise Wolf geb. Helwerth (1840–1924), der Mutter des Entdeckers.

## Wissenschaftliche Auswertung
Aus Ergebnissen der IRAS Minor Planet Survey (IMPS) wurden 1992 erstmals Angaben zu Durchmesser und Albedo für zahlreiche Asteroiden abgeleitet, darunter auch (412) Elisabetha, für die damals Werte von 91,0 km bzw. 0,05 erhalten wurden. Eine Auswertung von Beobachtungen durch das Projekt NEOWISE im nahen Infrarot führte 2012 zu Werten für den Durchmesser und die Albedo im sichtbaren Bereich von 96,1 km bzw. 0,04. Nach der Reaktivierung von NEOWISE im Jahr 2013 und Registrierung neuer Daten wurden die Werte 2015 zunächst mit 100,0 km bzw. 0,04 angegeben und dann 2016 korrigiert zu 86,2 oder 90,2 km bzw. 0,05, diese Angaben beinhalten aber alle hohe Unsicherheiten.
Eine spektroskopische Untersuchung von 820 Asteroiden zwischen November 1996 und September 2001 am La-Silla-Observatorium in Chile ergab für (412) Elisabetha eine taxonomische Klassifizierung als X-Typ.
Vom 21. bis 30. August 1990 wurden am La-Silla-Observatorium in Chile und am Observatorium Hoher List in Deutschland photometrische Messungen des Asteroiden durchgeführt. Aus den gemessenen Daten konnte aber keine Rotationsperiode abgeleitet werden. Erst im Januar/Februar 2002 erfolgte wieder eine photometrische Beobachtung von (412) Elisabetha am Blackberry Observatory in Louisiana. Aus der Lichtkurve konnte nun eine Rotationsperiode von 19,67 h bestimmt werden. Eine weitere Beobachtung vom 10. bis 17. Mai 2012 am Santana Observatory in Kalifornien ergab eine Rotationsperiode von 19,635 h.
Mit dem Weltraumteleskop Transiting Exoplanet Survey Satellite (TESS) konnten während dessen Durchmusterung des Südhimmels 2018 bis 2019 auch Objekte des Sonnensystems beobachtet werden. Dabei wurden auch die Lichtkurven von fast 10.000 Asteroiden aufgezeichnet. Für (412) Elisabetha wurde aus Messungen etwa vom 3. bis 17. Oktober 2018 eine Rotationsperiode von 39,327 h bestimmt. Dies war aber offenbar eine Fehlauswertung, denn Beobachtungen vom 19. bis 21. April 2021 am Command Module Observatory in Arizona konnten erneut einen Wert von 19,60 h bestätigen.
Um die Kenntnis über Rotation, Form und Größe der unter den Asteroiden vorkommenden langsamen Rotatoren zu verbessern, wurden in einem Projekt photometrische Daten gesammelt und die Lichtkurven zur Erstellung von 3D-Modellen für eine Anzahl Asteroiden benutzt. Eventuell auftretende Mehrdeutigkeiten wurden durch die Einbeziehung von Daten aus Sternbedeckungen eliminiert. Für (412) Elisabetha konnten in einer Untersuchung von 2023 aus Beobachtungsdaten der Jahre 1990 bis 2021 dreidimensionale Gestaltmodelle für zwei alternative Positionen der Rotationsachse mit prograder Rotation berechnet werden. Eines der Modelle passte hervorragend zu den Daten aus Sternbedeckungen, für dieses wurde eine Rotationsperiode von 19,6562 h und ein Durchmesser von 97 ± 4 km bestimmt.

## Asteroidenpaar
(412) Elisabetha bildet mit dem Asteroiden (891) Gunhild ein quasi-complanares Asteroidenpaar. Sie besitzen sehr ähnliche Bahnelemente und bewegen sich nahezu in der gleichen Bahnebene, allerdings sind ihre Apsidenlinien deutlich gegeneinander verdreht. (412) Elisabetha besitzt eine kürzere Umlaufzeit um die Sonne als (891) Gunhild, so dass sie diese etwa alle 90 Jahre überholt. In den 1000 Jahren um die derzeitige Epoche herum kommen sich die beiden Körper aber nicht näher als 1,4 Mio. km.